# Rosalind
Rosalind — образовательный ресурс и веб-проект для обучения биоинформатике с помощью решения задач и программирования. Проект назван в честь Розалинд Франклин, чьи исследования привели к открытию структуры ДНК (двойной спирали) Джеймсом Уотсоном и Фрэнсисом Криком.
Участники проекта решают задачи, которые постепенно усложняются. Каждая задача содержит биологическое обоснование и строгую формулировку, достаточную для формального решения. Для каждого пользователя создаётся отдельный набор данных, и система автоматически проверяет правильность решения. Задания можно выполнять на любом языке программирования, и для участия в проекте достаточно только подключения к интернету.
Также Rosalind позволяет преподавателям составлять свои классы из имеющихся задач и автоматически проверять выполнение домашних заданий. Он может послужить дополнением к любому традиционному курсу биоинформатики.
Rosalind - совместный проект Калифорнийского университета в Сан-Диего и Санкт-Петербургского Академического университета. Rosalind был признан лучшим образовательным проектом в области биоинформатики в 2012 году согласно опросам сайта Homolog.us.
К маю 2013 г. проект насчитывал более 6 тысяч активных пользователей, а к декабрю 2016 г. — свыше 40 тысяч.